# Walter Bielenberg
Walter Bielenberg (* 31. August 1928 in Kellinghusen; † 26. November 2014 bei Kellinghusen) war ein deutscher Verwaltungsjurist und Beamter. Bekannt wurde er auch durch seine Gesetzeskommentare zum Baurecht.

## Biografie
Bielenberg war der Sohn eines Tischlermeisters. Er musste 1944/45 noch als Marinehelfer im Zweiten Weltkrieg dienen. Nach dem Abitur von 1949 war er zunächst Inspektorenanwärter bei der Oberfinanzdirektion Hamburg. Ab 1951 studierte er Rechtswissenschaften an der Universität Hamburg und er promovierte dort 1960 zum Dr. jur. mit einer Arbeit zum Thema Rechts- und Verwaltungsfragen unter besonderer Berücksichtigung der Raumordnung Landesplanung im Unterelberaum. 1954 und 1958 legte er seine 1. und 2. Juristischen Staatsprüfungen ab.
1960 wurde er Assessor beim Bezirksamt Wandsbek der Freien und Hansestadt Hamburg. Von 1961 bis 1963 war er Assessor und Regierungsrat bei der Hamburger Baubehörde mit den Schwerpunkten im Städtebau- und Enteignungsrecht.
Ab 1963 war Bielenberg beim Bundesministerium für Wohnungswesen, Städtebau und Raumordnung (BMBau; später BM für Städtebau und Wohnungswesen bzw. Raumordnung, Bauwesen und Städtebau) in Bonn tätig; ab 1964 als Referent für das Raumordnungsgesetz. 1965 erfolgte seine Beförderung zum Oberregierungsrat und danach seine Versetzung zum Bundesinnenministerium, dem zeitweise die Zuständigkeit der Raumordnung oblag. Hier wurde er Referent für Grundsatz- und Rechtsfragen der Raumordnung. 1966 bezog er sein Haus in Meckenheim. 1967 erfolgte seine Ernennung zum Regierungsdirektor.
1968 ging Bielenberg wieder zum Bauministerium zurück und er war Referent für Grundsatzfragen des Städtebaus und zugleich für die Raumordnung. Er wurde 1969 zum Ministerialrat ernannt. Ab 1971 war er in der Gruppe Recht des Städtebaus tätig. Er war unter Bauminister Lauritz Lauritzen (SPD) maßgeblich beteiligt an der Novellierung des Städtebaurechts und der Entwicklung des Besonderen Städtebaurechts (Städtebauförderungsgesetz von 1971) verbunden mit der Städtebauförderung. 1974 wurde ihm die Leitung der Gruppe Städtebaurecht übertragen. Er wurde zum Ministerialdirigenten befördert und war dann Leiter der Unterabteilung Recht der Raumordnung und des Städtebaus unter Minister Hans-Jochen Vogel (SPD). Er war 1987 beteiligt bei der Zusammenfassung und Überarbeitung der Baugesetze zum Baugesetzbuch.
Er wirkte zudem ab 1977 als Lehrbeauftragter an der Universität Bonn. 1982 erfolgte seine Berufung zum Honorarprofessor.
1990 war Bielenberg abgeordnet als Berater des DDR-Bauministeriums in Berlin. Er wirkte prägend an der Einführung des Städtebaurechts in den neuen Bundesländern und in diesem Bereich bei der Entstehung des Einigungsvertrages mit. Ende 1990 schied er aus dem aktiven Dienst aus.
Er schrieb neben vielen Einzelveröffentlichungen eine Reihe von Kommentierungen zu den Baugesetzen des Bundes und verschiedener Länder. Er führte in den neuen Bundesländern Fortbildungen durch und leitete eine Sachverständigenkommission in Vorbereitung der Novellierung des Städtebaurechts von 1998.
Bielenberg musste 1999 krankheitsbedingt seine fachliche Tätigkeit aufgeben. Er war mit Elke Bielenberg verheiratet; beide haben eine Tochter.

### Weitere Mitgliedschaften
- Seit 1968 Mitglied der Deutschen Sektion des Internationalen Instituts für Verwaltungswissenschaften.
- Seit 1971 Korrespondierendes Mitglied der Akademie für Raumforschung und Landesplanung, Hannover.
- Seit 1965 Vorsitzender des Umlegungsausschusses von Bad Godesberg und ab 1969 von Bonn.

### Ehrungen
1991 wurde ihm durch Bundesministerin Irmgard Adam-Schwaetzer (FDP) das Bundesverdienstkreuz 1. Klasse ausgehändigt.

## Werke (Auswahl)
- Ernst, Zinkahn, Bielenberg, Krautzberger: Baugesetzbuch. Standard-Kommentar zum BauGB. C. H. Beck, München, ISBN 978-3-406-38165-2.
- Bielenberg, Krautzberger: Städtebauförderungsrecht: Städtebauliches Sanierungs- und Entwicklungsrecht, Stadtumbau. C. H. Beck, Loseblatt-Kommentar, München, ISBN 978-3-8006-1937-5.
- Das neue Bundesbaugesetz. Verlag für Verwaltungspraxis Rehm, München 1976.
- Die Novellen zum Bundesbaugesetz. Rehm, München 1979.
- Bielenberg, Krautzberger und Söfker: Baugesetzbuch. Leitfaden und Kommentierung mit BauGB-MaßnahmenG und BauNVO. Rehm, ISBN 3-8073-1053-3.
- Bielenberg, Erbguth, Söfker: Raumordnungs- und Landesplanungsrecht des Bundes und der Länder. Verlag Erich Schmidt, 1992, ISBN 978-3-503-15235-3.
- Baurecht für das Land Thüringen. Verlag Erich Schmidt, 1992, ISBN 978-3-503-03262-4.
- Baurecht für das Land Mecklenburg-Vorpommern. Verlag Erich Schmidt, 1992, ISBN 978-3-503-03258-7.
- Städtebauförderungsrecht. Städtebauliches Sanierungs- und Entwicklungsrecht, Stadtumbau. Verlag Franz Vahlen, ISBN 978-3-8006-1937-5.